# Давыдово (Алексеевское сельское поселение)
Давыдово — село в России, расположено в Клепиковском районе Рязанской области. Входит в состав Алексеевского сельского поселения.

## Географическое положение
Село Давыдово расположено примерно в 31 км к востоку от центра города Спас-Клепики. Ближайшие населённые пункты: деревня Расторгуево с запада, деревня Бараново с севера, деревня Ахматово с востока и деревня Акулово с юга.

## История
Давыдово в качестве деревни впервые упоминается в списке с Владимирских писцовых книг В. Крапоткина в 1637 году. В 1874 году в деревне была построена Христорождественская церковь.
В 1905 году село было административным центром Давыдовской волости Касимовского уезда и имело 195 дворов при численности населения 1410 человек.

## Население
| 1859 | 1897  | 1906  | 2010 |
| ---- | ----- | ----- | ---- |
| 1106 | ↘1073 | ↗1410 | ↘218 |

## Транспорт и связь
Село расположено поблизости от трассы Р105 с регулярным автобусным сообщением.
В селе Давыдово имеется одноимённое сельское отделение почтовой связи (индекс 391007).

## Известные уроженцы
- Зингер, Виктор Александрович (1941 — 2013) — хоккеист, олимпийский чемпион.
- Пуков, Трофим Трофимович  (1915 — 1968) — младший лейтенант, Герой Советского союза.